# Companhia Docas de Imbituba
A Companhia Docas de Imbituba é uma empresa de capital fechado que teve a concessão para exploração comercial do Porto de Imbituba de 1941 até o ano 2012, constituindo-se, assim, o único porto público do país administrado por uma empresa privada.
A companhia foi fundada em 1922, tendo como diretor o engenheiro Álvaro Monteiro de Barros Catão, que havia sido diretor da Estrada de Ferro Dona Tereza Cristina. Catão foi responsável por várias outras obras no porto, como a construção de um quebra-mar para a proteção das instalações. A Companhia a concessão para exploração comercial do Porto por meio do Decreto nº. 7.842 de 13/09/1941, com término previsto para o ano de 2012.
Como concessionária e na qualidade de autoridade portuária, a Companhia Docas de Imbituba tinha como funções principais  gerenciar e fiscalizar todas as atividades e operações portuárias no âmbito do porto de Imbituba, no estado de Santa Catarina.
Ao longo das décadas o Porto de Imbituba esteve vinculado à mineração do carvão, tendo movimentado cerca de 4 milhões de toneladas anuais do produto na década de 1980.
Com a redução das alíquotas de importação e a retirada do subsídio do carvão em 1990, ocorreu um colapso da indústria do carvão catarinense. nessa nova conjuntura, o porto precisou se transformar de mero terminal exportador de carvão para um porto polivalente, onde ocorre a movimentação de diversos tipos de mercadorias.
Em 1993, o porto deixou de exportar carvão.
Em 2008, ocorreu o arrendamento do Terminal de Contêineres, vencido pelo grupo Santos Brasil.
Em dezembro de 2012, a administração do Porto de Imbituba foi delegada ao Estado de Santa Catarina, por intermédio da empresa SC Par Porto de Imbituba S.A., subsidiária integral da holding estadual SC Participações e Parcerias S.A..
Site de relações com investidores da empresa esta abandonado desde o dia 09 de janeiro de 2013.